# المزرعة القديمة
المزرعة القديمة (بالإنجليزية: The Old Plantation)‏ هي لوحة أمريكية من الفن الشعبي رسمت على الأرجح في أواخر القرن الثامن عشر في مزرعة في ولاية ساوث كارولينا.